# John Dahlberg
John Gustaf Dahlberg, född 28 mars 1862 i Vetlanda socken, död 1933, var en svenskamerikansk präst och teolog.
Dahlberg var son till kronoarrendatorn Karl Johan Nilsson. Efter att ha tjänat som dräng emigrerade han 1880 till USA där han 1882 blev student vid Augustana College. 1889-1891 studerade han vid Agustana teologiska seminarium och prästvigdes därefter vid Augustanasynoden. Under studietiden skrev Dahlberg vers och tidningsartiklar och bidrog till den litterära årsboken Balder, där han 1890 var en av huvudredaktörrna. Under studietiden verkade han även som biträdande lärare i svenska medan han fullbordade sina teologiska studier. Efter prästvigningen tjänstgjorde han 1891-1899 som pastor vid svensk-lutherska kyrkan i Altona, Illinois. 1893 erbjöds han lärarbefattningen i svenska språket och litteraturen vid Augustana College men antog inte kallelsen. Dahlberg var 1893-1894 utgivare av tidningen, ledamot av styrelsen för Augustana College 1893-1905 och 1917-1921 och tjänstgjorde även som sekreterare och ordförande i denna. Han var skreterare vid Illinoiskonferensen 1897-1902 och från 1917. 1899-1904 var Dahlberg pastor vid svensk-lutherska kyrkan i Zion, Rock Island, 1899-1902 sekreterare och kassaförvaltare i Augustanasynodens styrelse för den inre missionen, utgivare av tidiskriften Korsbanéret 1901-1906, lärare i nytestamentlig grekiska vid Augustana College 1903 samt sekreterare i Augustanasynoden 1903-1913. 1904-1907 var Dahlberg professor i teologi vid Augustana College. 1907 lämnade han USA för en tjänst som pastor vid den svensk-lutherska församlingen i Winnipeg, Kanada. Här var han en av de främsta initiativtagarna till Kanandakonferensen och var dess förste president 1913-1914. 1914-1924 var han pastor vid svensk-lutherska kyrkan i Berwyn, Illinois, 1924-1927 i Hobart och Miller, Indiana, och från 1929 i Miller. 1917 blev Dahlberg Doctor of Divinity.
Förutom en rad tidnings- och tidskriftsartiklar har ett antal av Dahlbergs predioksamlingar tryckts. Han har även redigerat ett par minnesalbum för Illinoiskonferensen, och deltog som ledamot av synodens katekeskommitté i utgivningen av 1922 års upplaga av förklaringarna till Luthers lilla katekes.